# Nemilje
Nemilje este o localitate din comuna Kranj, Slovenia, cu o populație de 76 de locuitori.